# Marek Smola
Marek Smola (* 7. dubna 1975) je bývalý český fotbalista, levý obránce.

## Fotbalová kariéra
V české lize hrál za Bohemians Praha, FK Teplice, FC Viktoria Plzeň a FK Bohemians Praha. Nastoupil ve 101 ligových utkáních. V nižších soutěžích hrál i za VTJ Karlovy Vary, SK Kladno, EMĚ Mělník, FK Pelikán Děčín, FK Česká Lípa, VT Chomutov, SC Xaverov Horní Počernice a SK Viktoria Jirny.

## Ligová bilance
| Ročník                            | Zápasy | Góly | Klub                       |
| --------------------------------- | ------ | ---- | -------------------------- |
| 1. česká fotbalová liga 1994/1995 | 1      | 0    | Bohemians Praha            |
| Česká fotbalová liga 1995/1996    | -      | 0    | FK Pelikán Děčín           |
| 2. česká fotbalová liga 1996/1997 | 25     | 0    | 1. FC Brümmer Česká Lípa   |
| 2. česká fotbalová liga 1997/1998 | 8      | 0    | 1. FC Brümmer Česká Lípa   |
| 2. česká fotbalová liga 1998/1999 | 14     | 0    | 1. FC Brümmer Česká Lípa   |
| Česká fotbalová liga 1998/1999    | -      | 1    | VT Chomutov                |
| Česká fotbalová liga 1999/2000    | -      | 1    | VT Chomutov                |
| Gambrinus liga 2000/2001          | 5      | 0    | FK Teplice                 |
| Gambrinus liga 2001/2002          | 1      | 0    | FK Teplice                 |
| 2. česká fotbalová liga 2001/2002 | 19     | 0    | FC Viktoria Plzeň          |
| 2. česká fotbalová liga 2002/2003 | 25     | 0    | FC Viktoria Plzeň          |
| Gambrinus liga 2003/2004          | 9      | 0    | FC Viktoria Plzeň          |
| 2. česká fotbalová liga 2003/2004 | 14     | 0    | SC Xaverov Horní Počernice |
| 2. česká fotbalová liga 2004/2005 | 27     | 0    | FC Viktoria Plzeň          |
| Gambrinus liga 2005/2006          | 29     | 0    | FC Viktoria Plzeň          |
| Gambrinus liga 2006/2007          | 26     | 0    | FC Viktoria Plzeň          |
| Gambrinus liga 2007/2008          | 21     | 0    | FC Viktoria Plzeň          |
| Gambrinus liga 2008/2009          | 8      | 0    | FC Viktoria Plzeň          |
| Gambrinus liga 2009/2010          | 1      | 0    | FK Bohemians Praha         |
| CELKEM                            | 101    | 0    |                            |